# Рікардо Лаборде
Рікардо Лаборде (ісп. Ricardo Laborde, нар. 16 лютого 1988, Картахена) — колумбійський футболіст, який грав на позиції півзахисника. Відомий за виступами за клуби «Анортосіс» та «Краснодар», а також у складі молодіжної збірної Колумбії.

## Клубна кар'єра
Народився 16 лютого 1988 року в місті Картахена. Вихованець юнацьких команд футбольних клубів «Циклонес» (Картахена) та «Академія» (Богота).
У дорослому футболі дебютував 2006 року виступами за команду клубу «Академія» (Богота), в якій провів два сезони, взявши участь у 54 матчах чемпіонату.
Згодом з 2008 по 2010 рік грав у складі команд клубів «Наутіко Капібарібе», «Лугано» та «Атлетіко Уїла».
Своєю грою за останню команду привернув увагу представників тренерського штабу клубу «Анортосіс», до складу якого приєднався 2010 року. Відіграв за кіпрську команду наступні два сезони своєї ігрової кар'єри.
Протягом 2012–2013 років знову захищав кольори команди клубу «Анортосіс».
До складу клубу «Краснодар» приєднався 2013 року. Відіграв за краснодарську команду 73 матчів в національному чемпіонаті, у яких відзначився 11 разів. У складі клубу став фіналістом Кубка Росії сезону 2013—2014 років.
Улітку 2018 рокуа контракт Лаборде з «Краснодаром» закінчився, і він як вільний агент повернувся до «Анортосіса». У цьому році повернувся до складу «Анортосіса», проте вже наступного року завершив виступи на футбольних полях.

## Виступи за збірну
2006 року залучався до складу молодіжної збірної Колумбії. На молодіжному рівні зіграв у 6 офіційних матчах, забив 2 голи.